# Булава (ракета)
Р-30 «Булава́-30» (індекс ГРАУ — 3М30, код СНО-III — РСМ-56, за класифікацією МО США та НАТО — SS-N-32; «Булава-М», «Булава-47») — нова російська триступенева балістична твердопаливна ракета, що розміщується на атомних підводних човнах. Рішення про розробку такої ракети було ухвалене в 1988 році.
29 червня 2018 року комплекс Д-30 з міжконтинентальною балістичною ракетою Р-30 «Булава» був прийнятий на озброєння ВМФ РФ.

## Розробка
Створення ракети було доручене Московському інституту теплотехніки (МІТ). Важливим аргументом на користь такого рішення стало прагнення до уніфікації морських і сухопутних твердопаливних ракет, а також до зниження витрат на їхню розробку і виробництво. Розробка «Булави» в Московському інституті теплотехніки зайняла в два рази менше часу, ніж це буває зазвичай (до 15 років).
МБР «Булава» повністю розроблена і виготовлена на підприємствах російського оборонний-промислового комплексу, а також максимально уніфікована з наземним ракетним комплексом стратегічного призначення «Тополь-М».
Міжконтинентальна балістична ракета «Булава» призначена для озброєння новітніх атомних підводних човнів проекту 955 (типу «Борей»), до яких належить АПЧ «Юрій Долгорукій», що має 12 ракетних шахт.

## Основні технічні характеристики
- Радіус дії — 8 тис. км.
- Стартова маса — 36,8 т.
- Ракета може нести від 6 до 10 гіперзвукових маневруючих ядерних блоків індивідуального наведення загальною масою 1,15 т, здатних міняти траєкторію польоту по висоті і курсу.
- Кількість ступенів — 3.
- Тип головної частини — ядерна роздільна.
- Довжина в пусковому контейнері — 12,1 м.
- Максимальний діаметр — 2 м.

Маршові двигуни першого і другого ступеня ракети виконані твердопаливними. Третій ступінь для забезпечення необхідної швидкості і маневрування на завершальній ділянці траєкторії оснащений рідинним двигуном.
Старт ракети похилий, що дозволяє підводному ракетоносцю здійснювати пуск ракет на ходу.
Система наведення комбінована: з орієнтуванням по зорях та сигналам супутникової навігації ГЛОНАСС. Відхилення від цілі до 350 м. Ракета несе з собою декілька хибних бойових частин. Бойові частини здатні маневрувати в польоті та перенацілюватись задля подолання систем протиракетної оборони.

## Поточний стан
Випробування ракети почалися в 2004 році. Прийняти «Булаву» на озброєння планувалося в 2009 році — разом з підводним човном «Юрій Долгорукий», який вже спущений на воду. Але до 2009 року включно в цілому було проведено 12 випробувальних пусків «Булави», з яких шість були визнані успішними, причому тільки один — повністю успішним. У кожному з невдалих випробувальних запусків ракети збій кожного разу відбувався в новому місці, через що усунути неполадки не вдавалося.
Всього до 2015 року в Росії планується побудувати вісім АПЧ, які будуть оснащені новітніми видами озброєння, у тому числі і балістичними ракетами «Булава». Балістична ракета «Булава» має стати основним озброєнням стратегічних підводних човнів «Юрій Долгорукий», «Олександр Невський» і «Володимир Мономах» проекту 955/955А «Борей». Дальність польоту «Булави» складає вісім тисяч кілометрів.
29 червня 2018 року комплекс Д-30 з міжконтинентальною балістичною ракетою Р-30 «Булава» був прийнятий на озброєння ВМС РФ.

## Пуски
З 2005 до прийняття на озброєння в 2018 році було здійснено 30 випробувальних пусків балістичних ракет «Булава», майже третина з них відбувалась із деякими технічними проблемами.
Останні пуски перед прийняттям на озброєння відбулись 22 травня 2018 року, коли підводний човен «Юрій Долгорукий» здійснив залповий пуск з підводного положення 4 балістичних ракет «Булава» з Білого моря по цілях на полігоні Кура на Камчатці.